# Tuyến Suin–Bundang
Tuyến Suin–Bundang (Tiếng Hàn: 수도권 전철 수인·분당선, Hanja: 首都圈電鐵水仁·盆唐線) là dịch vụ đường sắt đi lại của hệ thống Tàu điện ngầm Thủ đô Seoul, hoạt động trên đường từ Tuyến Suin (khai trương vào ngày 30 tháng 6 năm 2012) và Tuyến Bundang (khai trương vào ngày 1 tháng 9 năm 1994). Tuyến đường sắt bắt đầu đi vào hoạt động từ ngày 12 tháng 9 năm 2020. Nó kết nối Ga Cheongnyangni ở Dongdaemun-gu, Seoul đến Ga Incheon ở Jung-gu, Incheon.

## Lịch sử
- 2 tháng 2 năm 2020: Chạy thử toàn diện giữa Ga Suwon ~ Ga Đại học Hanyang tại Ansan[4]
- 29 tháng 5 năm 2020: Đoạn Suwon ~ Oido được khôi phục theo sự sửa đổi của bảng khoảng cách đường sắt[5]
- 12 tháng 9 năm 2020: Khai trương đoạn Ga Suwon ~ Ga Oido và thành lập hệ thống vận hành Tuyến Suin Bundang[6]
- 1 tháng 11 năm 2020: Tăng số chuyến tàu lên/xuống giữa Ga Đại học Hanyag tại Ansan ~ Ga Gosaek trong giờ đi làm/đi lại vào các ngày trong tuần[7]
- Tháng 12 năm 2022: Hoàn thành công việc sửa chữa do đoạn Tuyến Bundang xuống cấp[8]
- Sau nửa đầu năm 2026: Dự kiến khai trương Ga Hagik

## Tàu tốc hành
Korail khai thác nhiều loại tàu tốc hành "nhanh" (급행) cho các dịch vụ khu vực trên Tuyến Suin–Bundang trong giờ cao điểm. Các dịch vụ này bao gồm:
- Các dịch vụ tốc hành của Tuyến Bundang, hoạt động tốc hành giữa Gosaek (nơi chúng xuất phát hoặc kết thúc) và Jukjeon và sau đó tiếp tục như các chuyến tàu địa phương đến Wangsimni hoặc Cheongnyangni.
- Các dịch vụ tốc hành của Tuyến Suin, hoạt động tốc hành giữa Incheon và Oido (nơi chúng xuất phát hoặc kết thúc).

## Bản đồ tuyến
|  |  |  |

|  |  |  |

|  |  |  |

|  |  |  |  |  |

|  |  |  |  |  |

|  |  |  |  |  |

|  |  |  |  |  |

|  |  |  |  |  |  |  |

|  |  |  |  |  |  |  |  |  |  |  |

|  |  |  |  |  |  |  |  |  |

|  |

|  |  |  |  |  |

|  |  |  |  |  |

|  |  |  |  |  |

|  |

|  |  |  |

|  |  |  |

|  |  |  |

|  |

|  |  |  |

|  |  |  |  |  |

|  |  |  |

|  |  |  |

|  |  |  |

|  |  |  |

|  |  |  |  |  |

|  |  |  |

|  |  |  |

|  |  |  |

|  |  |  |

|  |  |  |

|  |  |  |

|  |  |  |  |  |

|  |  |  |  |  |

|  |  |  |  |  |

|  |  |  |  |  |

|  |  |  |  |  |

|  |  |  |  |  |

|  |  |  |  |  |

|  |  |  |  |  |

|  |  |  |  |  |

|  |  |  |  |  |

|  |  |  |  |  |

|  |

|  |

|  |

|  |  |  |

|  |  |  |

|  |

|  |  |  |  |  |

|  |

|  |

|  |  |  |

|  |

|  |

|  |

|  |

|  |

|  |

|  |

|  |

|  |  |  |  |  |

|  |  |  |  |  |

|  |

|  |

|  |

|  |

|  |

|  |

|  |

|  |

|  |

|  |

|  |

|  |  |  |

|  |

|  |

|  |

|  |  |  |

|  |

|  |

|  |

|  |

|  |

|  |  |  |

|  |  |  |

|  |  |  |

|  |  |  |

|  |  |  |

|  |

|  |

|  |  |  |

|  |

|  |

|  |

|  |

|  |  |  |

|  |

|  |

|  |

|  |

|  |

|  |

|  |

|  |

|  |

|  |  |  |  |  |  |  |

|  |  |  |

|  |  |  |

|  |  |  |

|  |  |  |

|  |  |  |  |  |

|  |  |  |  |  |

|  |  |  |  |  |

|  |  |  |  |  |

|  |  |  |  |  |  |  |

|  |  |  |  |  |  |  |  |  |  |  |

|  |  |  |  |  |  |  |  |  |

|  |

|  |  |  |  |  |

|  |  |  |  |  |

|  |  |  |  |  |

|  |

|  |  |  |

|  |  |  |

|  |  |  |

|  |

|  |  |  |

|  |  |  |  |  |

|  |  |  |

|  |  |  |

|  |  |  |

|  |  |  |

|  |  |  |  |  |

|  |  |  |

|  |  |  |

|  |  |  |

|  |  |  |

|  |  |  |

|  |  |  |

|  |  |  |  |  |

|  |  |  |  |  |

|  |  |  |  |  |

|  |  |  |  |  |

|  |  |  |  |  |

|  |  |  |  |  |

|  |  |  |  |  |

|  |  |  |  |  |

|  |  |  |  |  |

|  |  |  |  |  |

|  |  |  |  |  |

|  |

|  |

|  |

|  |  |  |

|  |  |  |

|  |

|  |  |  |  |  |

|  |

|  |

|  |  |  |

|  |

|  |

|  |

|  |

|  |

|  |

|  |

|  |

|  |  |  |  |  |

|  |  |  |  |  |

|  |

|  |

|  |

|  |

|  |

|  |

|  |

|  |

|  |

|  |

|  |

|  |  |  |

|  |

|  |

|  |

|  |  |  |

|  |

|  |

|  |

|  |

|  |

|  |  |  |

|  |  |  |

|  |  |  |

|  |  |  |

|  |  |  |

|  |

|  |

|  |  |  |

|  |

|  |

|  |

|  |

|  |  |  |

|  |

|  |

|  |

|  |

|  |

|  |

|  |

|  |

|  |

|  |  |  |  |  |  |  |

|  |  |  |

## Ga
| Ký hiệu | Chú thích                                                 |
| Ký hiệu | Tuyến                                                     |
| ------- | --------------------------------------------------------- |
| BD      | Tuyến tốc hành Bundang (Cheongnyangni/Wangsimni ~ Gosaek) |
| SI      | Tuyến tốc hành Suin (Oido ~ Incheon)                      |

- ●: Dừng lại ở nhà ga
- ｜: Không dừng lại ở nhà ga
- ▲: Dịch vụ hạn chế (chỉ một số chuyến tàu dừng lại)
- ■ Đoạn được đánh dấu bằng màu tuyến của Tàu điện ngầm vùng thủ đô Seoul tuyến số 4  (Đại học Hanyang tại Ansan-Oido) có chung đường với Tàu điện ngầm vùng thủ đô Seoul tuyến số 4.

| Tuyến           | Số ga | Tên ga                                                | Tên ga                  | Tên ga       | Tốc hành         | Tốc hành         | Chuyển tuyến                               | Khoảng cách | Tổng khoảng cách | Vị trí      | Vị trí        |
| Tuyến           | Số ga | Tiếng Anh                                             | Hangul                  | Hanja        | BD               | SI               | Chuyển tuyến                               | Khoảng cách | Tổng khoảng cách | Vị trí      | Vị trí        |
| --------------- | ----- | ----------------------------------------------------- | ----------------------- | ------------ | ---------------- | ---------------- | ------------------------------------------ | ----------- | ---------------- | ----------- | ------------- |
| Tuyến Gyeongwon | K209  | Cheongnyangni                                         | 청량리                  | 淸凉里       | ●                | Không có dịch vụ | (124) (K117) Tuyến Gyeongwon Tuyến Jungang | 0.0         | 0.0              | Seoul       | Dongdaemun-gu |
| Tuyến Gyeongwon | K210  | Wangsimni                                             | 왕십리                  | 往十里       | ●                | Không có dịch vụ | (208) (540) (K116) Tuyến Gyeongwon         | 2.4         | 2.4              | Seoul       | Seongdong-gu  |
| Tuyến Bundang   | K211  | Rừng Seoul (SM Town)                                  | 서울숲 (에스엠타운)     | 서울숲       | ●                | Không có dịch vụ |                                            | 2.2         | 2.2              | Seoul       | Seongdong-gu  |
| Tuyến Bundang   | K212  | Apgujeongrodeo                                        | 압구정로데오            | 狎鷗亭로데오 | ●                | Không có dịch vụ |                                            | 1.9         | 4.1              | Seoul       | Gangnam-gu    |
| Tuyến Bundang   | K213  | Văn phòng Gangnam-gu                                  | 강남구청                | 江南區廳     | ●                | Không có dịch vụ | (730)                                      | 1.2         | 5.3              | Seoul       | Gangnam-gu    |
| Tuyến Bundang   | K214  | Seonjeongneung                                        | 선정릉                  | 宣靖陵       | ●                | Không có dịch vụ | (927)                                      | 0.7         | 6.0              | Seoul       | Gangnam-gu    |
| Tuyến Bundang   | K215  | Seolleung                                             | 선릉                    | 宣陵         | ●                | Không có dịch vụ | (220)                                      | 0.7         | 6.7              | Seoul       | Gangnam-gu    |
| Tuyến Bundang   | K216  | Hanti                                                 | 한티                    | 한티         | ●                | Không có dịch vụ |                                            | 1.0         | 7.7              | Seoul       | Gangnam-gu    |
| Tuyến Bundang   | K217  | Dogok                                                 | 도곡                    | 道谷         | ●                | Không có dịch vụ | (344)                                      | 0.7         | 8.4              | Seoul       | Gangnam-gu    |
| Tuyến Bundang   | K218  | Guryong                                               | 구룡                    | 九龍         | ●                | Không có dịch vụ |                                            | 0.6         | 9.0              | Seoul       | Gangnam-gu    |
| Tuyến Bundang   | K219  | Gaepo-dong                                            | 개포동                  | 開浦洞       | ●                | Không có dịch vụ |                                            | 0.7         | 9.7              | Seoul       | Gangnam-gu    |
| Tuyến Bundang   | K220  | Daemosan                                              | 대모산입구              | 大母山入口   | ●                | Không có dịch vụ |                                            | 0.6         | 10.3             | Seoul       | Gangnam-gu    |
| Tuyến Bundang   | K221  | Suseo                                                 | 수서                    | 水西         | ●                | Không có dịch vụ | (349) (X108) Đường sắt cao tốc Suseo       | 3.0         | 13.3             | Seoul       | Gangnam-gu    |
| Tuyến Bundang   | K222  | Bokjeong (Đại học Quốc gia Đông Seoul)                | 복정 (동서울대학)       | 福井         | ●                | Không có dịch vụ | (820)                                      | 3.2         | 16.5             | Seoul       | Songpa-gu     |
| Tuyến Bundang   | K223  | Đại học Gachon                                        | 가천대                  | 嘉泉大       | ●                | Không có dịch vụ |                                            | 2.4         | 18.9             | Gyeonggi-do | Seongnam-si   |
| Tuyến Bundang   | K224  | Taepyeong                                             | 태평                    | 太平         | ●                | Không có dịch vụ |                                            | 1.0         | 19.9             | Gyeonggi-do | Seongnam-si   |
| Tuyến Bundang   | K225  | Moran                                                 | 모란                    | 牡丹         | ●                | Không có dịch vụ | (826)                                      | 0.9         | 20.8             | Gyeonggi-do | Seongnam-si   |
| Tuyến Bundang   | K226  | Yatap                                                 | 야탑                    | 野塔         | ●                | Không có dịch vụ |                                            | 2.3         | 23.1             | Gyeonggi-do | Seongnam-si   |
| Tuyến Bundang   | K227  | Imae (Trung tâm nghệ thuật Seongnam)                  | 이매 (성남아트센터)     | 二梅         | ●                | Không có dịch vụ | (K411)                                     | 1.7         | 24.8             | Gyeonggi-do | Seongnam-si   |
| Tuyến Bundang   | K228  | Seohyeon                                              | 서현                    | 書峴         | ●                | Không có dịch vụ |                                            | 1.4         | 26.2             | Gyeonggi-do | Seongnam-si   |
| Tuyến Bundang   | K229  | Sunae (Korea Jobworld)                                | 수내 (한국잡월드)       | 藪內         | ●                | Không có dịch vụ |                                            | 1.1         | 27.3             | Gyeonggi-do | Seongnam-si   |
| Tuyến Bundang   | K230  | Jeongja                                               | 정자                    | 亭子         | ●                | Không có dịch vụ | (D12)                                      | 1.6         | 28.9             | Gyeonggi-do | Seongnam-si   |
| Tuyến Bundang   | K231  | Migeum (Bệnh viện Bundang của Đại học Quốc gia Seoul) | 미금 (분당서울대병원)   | 美金         | ●                | Không có dịch vụ | (D13)                                      | 1.8         | 30.7             | Gyeonggi-do | Seongnam-si   |
| Tuyến Bundang   | K232  | Ori                                                   | 오리                    | 梧里         | ●                | Không có dịch vụ |                                            | 1.1         | 31.8             | Gyeonggi-do | Seongnam-si   |
| Tuyến Bundang   | K233  | Jukjeon (Đại học Dankook)                             | 죽전 (단국대)           | 竹田         | ●                | Không có dịch vụ |                                            | 1.8         | 33.6             | Gyeonggi-do | Yongin-si     |
| Tuyến Bundang   | K234  | Bojeong                                               | 보정                    | 寶亭         | ｜               | Không có dịch vụ |                                            | 1.3         | 34.9             | Gyeonggi-do | Yongin-si     |
| Tuyến Bundang   | K235  | Guseong                                               | 구성                    | 駒城         | ｜               | Không có dịch vụ | (X110)                                     | 1.6         | 36.5             | Gyeonggi-do | Yongin-si     |
| Tuyến Bundang   | K236  | Singal                                                | 신갈                    | 新葛         | ｜               | Không có dịch vụ |                                            | 1.6         | 38.1             | Gyeonggi-do | Yongin-si     |
| Tuyến Bundang   | K237  | Giheung (Nam June Paik Arts Center)                   | 기흥 (백남준아트센터)   | 器興         | ●                | Không có dịch vụ | (Y110)                                     | 1.4         | 39.5             | Gyeonggi-do | Yongin-si     |
| Tuyến Bundang   | K238  | Sanggal (Đại học Luther)                              | 상갈 (루터대학교)       | 上葛         | ｜               | Không có dịch vụ |                                            | 1.9         | 41.4             | Gyeonggi-do | Yongin-si     |
| Tuyến Bundang   | K239  | Cheongmyeong                                          | 청명                    | 淸明         | ｜               | Không có dịch vụ |                                            | 2.8         | 44.2             | Gyeonggi-do | Suwon-si      |
| Tuyến Bundang   | K240  | Yeongtong (Đại học Kyunghee)                          | 영통 (경희대)           | 靈通         | ｜               | Không có dịch vụ |                                            | 1.1         | 45.3             | Gyeonggi-do | Suwon-si      |
| Tuyến Bundang   | K241  | Mangpo                                                | 망포                    | 網浦         | ●                | Không có dịch vụ |                                            | 1.5         | 46.8             | Gyeonggi-do | Suwon-si      |
| Tuyến Bundang   | K242  | Maetan-Gwonseon                                       | 매탄권선                | 網浦         | ｜               | Không có dịch vụ |                                            | 1.8         | 48.6             | Gyeonggi-do | Suwon-si      |
| Tuyến Bundang   | K243  | Tòa thị chính Suwon (Trung tâm nghệ thuật Gyeonggi)   | 수원시청 (경기아트센터) | 梅灘勸善     | ●                | Không có dịch vụ |                                            | 1.4         | 50.0             | Gyeonggi-do | Suwon-si      |
| Tuyến Bundang   | K244  | Maegyo                                                | 매교                    | 水原市廳     | ｜               | Không có dịch vụ |                                            | 1.4         | 51.4             | Gyeonggi-do | Suwon-si      |
| Tuyến Suin      | K245  | Suwon                                                 | 수원                    | 水原         | ●                | Không có dịch vụ | (P155) Tuyến Gyeongbu                      | 1.5         | 52.9             | Gyeonggi-do | Suwon-si      |
| Tuyến Suin      | K246  | Gosaek                                                | 고색                    | 古索         | ●                | Không có dịch vụ |                                            | 2.7         | 55.6             | Gyeonggi-do | Suwon-si      |
| Tuyến Suin      | K247  | Omokcheon (Đại học Nữ sinh Suwon)                     | 오목천 (수원여대)       | 梧木川       | Không có dịch vụ | Không có dịch vụ |                                            | 1.6         | 57.2             | Gyeonggi-do | Suwon-si      |
| Tuyến Suin      | K248  | Eocheon                                               | 어천                    | 漁川         | Không có dịch vụ | Không có dịch vụ |                                            | 5.1         | 62.3             | Gyeonggi-do | Hwaseong-si   |
| Tuyến Suin      | K249  | Yamok                                                 | 야목                    | 野牧         | Không có dịch vụ | Không có dịch vụ |                                            | 2.6         | 64.9             | Gyeonggi-do | Hwaseong-si   |
| Tuyến Suin      | K250  | Sari                                                  | 사리                    | 四里         | Không có dịch vụ | Không có dịch vụ |                                            | 4.9         | 69.6             | Gyeonggi-do | Ansan-si      |
| Tuyến Suin      | K251  | Đại học Hanyang tại Ansan                             | 한대앞                  | 漢大앞       | Không có dịch vụ | Không có dịch vụ | (449)                                      | 2.2         | 71.8             | Gyeonggi-do | Ansan-si      |
| Tuyến Suin      | K252  | Jungang                                               | 중앙                    | 中央         | Không có dịch vụ | Không có dịch vụ |                                            | 1.6         | 73.4             | Gyeonggi-do | Ansan-si      |
| Tuyến Suin      | K253  | Gojan                                                 | 고잔                    | 古棧         | Không có dịch vụ | Không có dịch vụ |                                            | 1.4         | 74.8             | Gyeonggi-do | Ansan-si      |
| Tuyến Suin      | K254  | Choji (Đại học Shinansan)                             | 초지 (신안산대학교)     | 草芝         | Không có dịch vụ | Không có dịch vụ | (S26)                                      | 1.5         | 76.3             | Gyeonggi-do | Ansan-si      |
| Tuyến Suin      | K255  | Ansan                                                 | 안산                    | 安山         | Không có dịch vụ | Không có dịch vụ |                                            | 1.8         | 78.1             | Gyeonggi-do | Ansan-si      |
| Tuyến Suin      | K256  | Singiloncheon                                         | 신길온천                | 新吉溫泉     | Không có dịch vụ | Không có dịch vụ |                                            | 2.2         | 80.3             | Gyeonggi-do | Ansan-si      |
| Tuyến Suin      | K257  | Jeongwang                                             | 정왕                    | 正往         | Không có dịch vụ | Không có dịch vụ |                                            | 2.9         | 83.2             | Gyeonggi-do | Siheung-si    |
| Tuyến Suin      | K258  | Oido                                                  | 오이도                  | 烏耳島       | Không có dịch vụ | ●                | (456)                                      | 1.4         | 84.6             | Gyeonggi-do | Siheung-si    |
| Tuyến Suin      | K259  | Darwol                                                | 달월                    | 達月         | Không có dịch vụ | ｜               |                                            | 2.1         | 86.7             | Gyeonggi-do | Siheung-si    |
| Tuyến Suin      | K260  | Wolgot                                                | 월곶                    | 月串         | Không có dịch vụ | ｜               |                                            | 1.5         | 88.2             | Gyeonggi-do | Siheung-si    |
| Tuyến Suin      | K261  | Soraepogu                                             | 소래포구                | 蘇萊浦口     | Không có dịch vụ | ●                |                                            | 1.3         | 89.5             | Incheon     | Namdong-gu    |
| Tuyến Suin      | K262  | Incheon Nonhyeon                                      | 인천논현                | 仁川論峴     | Không có dịch vụ | ●                |                                            | 1.0         | 90.5             | Incheon     | Namdong-gu    |
| Tuyến Suin      | K263  | Hogupo                                                | 호구포                  | 虎口浦       | Không có dịch vụ | ｜               |                                            | 1.3         | 91.8             | Incheon     | Namdong-gu    |
| Tuyến Suin      | K264  | Khu công nghiệp Namdong                               | 남동인더스파크          | 南洞産業團地 | Không có dịch vụ | ｜               |                                            | 1.3         | 93.1             | Incheon     | Namdong-gu    |
| Tuyến Suin      | K265  | Woninjae                                              | 원인재                  | 源仁齋       | Không có dịch vụ | ●                | (I130)                                     | 1.0         | 94.1             | Incheon     | Yeonsu-gu     |
| Tuyến Suin      | K266  | Yeonsu                                                | 연수                    | 延壽         | Không có dịch vụ | ●                |                                            | 0.9         | 95.0             | Incheon     | Yeonsu-gu     |
| Tuyến Suin      | K267  | Songdo                                                | 송도                    | 松島         | Không có dịch vụ | ｜               |                                            | 2.7         | 97.7             | Incheon     | Yeonsu-gu     |
| Tuyến Suin      | K268  | Hagik (Chưa mở)                                       | 학익                    | 鶴翼         | Không có dịch vụ | ｜               |                                            | 1.3         | 99.0             | Incheon     | Michuhol-gu   |
| Tuyến Suin      | K269  | Đại học Inha                                          | 인하대                  | 仁荷大       | Không có dịch vụ | ●                |                                            | 1.1         | 100.1            | Incheon     | Michuhol-gu   |
| Tuyến Suin      | K270  | Sungui (Bệnh viện Đại học Inha)                       | 숭의 (인하대병원)       | 崇義         | Không có dịch vụ | ｜               |                                            | 1.8         | 101.9            | Incheon     | Michuhol-gu   |
| Tuyến Suin      | K271  | Sinpo                                                 | 신포                    | 新浦         | Không có dịch vụ | ｜               |                                            | 1.5         | 103.4            | Incheon     | Jung-gu       |
| Tuyến Suin      | K272  | Incheon                                               | 인천                    | 仁川         | Không có dịch vụ | ●                | (161)                                      | 1.1         | 104.5            | Incheon     | Jung-gu       |